# 曾曰瑛
曾曰瑛（1708年—1754年），字芝田，江西南昌人，清朝官員，在臺灣為官多年，官至台灣府知府。

## 生平
曾曰瑛為例監出身。乾隆十年（1745年）任台灣府淡水撫民同知，同年兼攝彰化知縣官職。曾曰瑛重視文教，頗有治績，曾興建彰化縣的首座書院。乾隆十三年（1748年）陞任汀州府知府，乾隆十八年（1753年）調任台灣府知府。次年，因當地天旱舉行祈雨儀式，不久因不支久曬去世。